# أحمد صابر سليم
فريق بحري أركان حرب أحمد صابر سليم قائد عسكري مصري. شغل سابقاً منصب قائد القوات البحرية المصرية.

## نشأته
تخرج الفريق أحمد صابر سليم ضمن الدفعة رقم 13 من الكلية البحرية بالإسكندرية.
كان معروفا بأنه مثالاً للضابط الملتزم أخلاقياً وعسكريا, مما ساهم في ترقيه وبزوغ نجمه العسكرى ,فى فترة مبكرة جدا من تاريخه المشرف.
شارك الفريق أحمد صابر سليم في حرب 1973.
ومع بداية عام 1996 تم تكليف, الفريق أحمد صابر سليم بقيادة القوات البحرية المصرية, وكان وقتها أصغر قائد للقوات البحرية, يتولى تلك المهمة بنجاح, حتى نهاية عام 2001.
منذ عام 2001 حتى عام 2008 تولى الفريق أحمد صابر سليم مهمة رئاسة شركة مصر للنقل البحرى وكذلك شركة الملاحة الوطنية .
ومنذ عام 2008 يشغل الفريق أحمد صابر سليم مهمة رئاسة جهاز الصناعات والخدمات البحرية التابع للقوات المسلحة المصرية والذى يشمل شركات :
الترسانة البحرية ،والمصرية لإصلاح وبناء السفن

## حياته المهنية
- رئيس جهاز الصناعات والخدمات البحرية.
- رئيس شركة مصر للنقل البحري.
- قائد القوات البحرية المصرية (يناير 1996 - سبتمبر 2001).